# Алън Бол (сценарист)
 Тази статия е за сценариста.  За футболиста вижте Алън Бол (футболист).  
Алън Бол (на английски: Alan Ball) е американски режисьор, сценарист и продуцент, носител на награди „Оскар“, „Златен глобус“ и „Еми“, номиниран е за „Сателит“ и две награди на БАФТА.

## Биография
Алън Бол е роден на 13 май 1957 г. в Атланта, Джорджия, в семейството на Франк и Мери Бол. Баща му е авиационен инспектор, майка му е домакиня.
Завършва Щатския университет на Флорида със степен по актьорско майсторство. След това се премества да живее в Ню Йорк и започва работа като сценарист на театрални постановки. По-късно се мести в Холивуд и прави пробивът си в телевизията като сценарист на ситкома „Огнената Грейс“.
Бол е открит гей и отявлен застъпник на ЛГБТ правата.

## Кариера
Бол е най-известен като създател и главен сценарист на американските сериали „Два метра под земята ООД“ и „Истинска кръв“, продукции на HBO. За работата си в телевизията и киното Бол е признат от критиката и многократно нонимиран и награждаван. Носител е на награди „Еми“ и „Златен глобус“. Той е носител на Награда на филмовата академия на САЩ в категория „Най-добър оригинален сценарий“ за филма „Американски прелести“.

## Филмография
Като продуцент:
- 1997–98: „Сибил“
- 1999: „Американски прелести“
- 1999: „Oh, Grow Up“
- 2001: „The Parlor“
- 2001–05: „Два метра под земята ООД“
- 2007: „Nothing Is Private“
- 2008: „Истинска кръв“

Като сценарист:
- 1994–95: „Огнената Грейс“
- 1997–98: „Сибил“
- 1999: „Американски прелести“
- 1999: „Oh, Grow Up“
- 2001–05: „Два метра под земята ООД“
- 2004: „The M Word“
- 2007: „Nothing Is Private“
- 2008: „Истинска кръв“

## Награди и номинации
Награди:
- 2000 Награда на филмовата академия на САЩ – „Американски прелести“ (Най-добър оригинален сценарий)
- 2000 Награда Златен глобус – „Американски прелести“ (Най-добър сценарий)
- 2000 Американска гилдия на сценаристи – „Американски прелести“ (Най-добър сценарий)
- 2002 Американска гилдия на режисьорите – „Два метра под земята ООД“ (Най-добра режисура)
- 2002 Награда Еми – „Два метра под земята ООД“ (Най-добра режисура в драматичен сериал)
- 2004 Американска гилдия на продуцентите – „Два метра под земята ООД“ (Най-добър продуцент на драматичен сериал)

Номинации:
- 2000 Награда БАФТА – „Американски прелести“ (Най-добър филм)
- 2002 Американска гилдия на режисьорите – „Два метра под земята ООД“ (Най-добра режисура)
- 2004 Американска гилдия на режисьорите – „Два метра под земята ООД“ (Най-добра режисура)
- 2006 Награда Еми – „Два метра под земята ООД“ (Най-добра режисура в драматичен сериал)
- 2006 Награда Еми – „Два метра под земята ООД“ (Най-добър сценарий за драматичен сериал)